# Deep Blue Sea 2
Deep Blue Sea 2 (Alerta en lo Profundo 2 para Hispanoamérica) es una película estadounidense del género de Terror y secuela de la película Deep Blue Sea de 1999. Está dirigida por Darin Scott y protagonizada por Danielle Savre, Michael Beach y Rob Mayes y fue estrenada el 17 de abril de 2018 directo en vídeo.

## Argumento
La conservacionista de tiburones Misty Calhoun es invitada a visitar las instalaciones en el mar Akhelios por el multimillonario farmacéutico Carl Durant. Ella y los estudiantes de neurobiología Leslie y Daniel Kim son llevados a las instalaciones por Craig Burns, asociado de Durant, en una lancha motora. Cuando llegan, se encuentran con Durant, así como con la tripulación de las instalaciones, que incluyen los entrenadores de tiburones Trent Slater, Mike Shutello y Josh Hooper, y el técnico informático Aaron Ellroy. Como demostración, Durant arroja a Aaron al agua, dejando que los tiburones lo persigan: en el último segundo posible, usa una llave para alejarlos en formación. Durant explica que ha estado modificando genéticamente los cerebros de cinco tiburones toro para hacerlos más inteligentes, lo que enfurece a Misty.
Posteriormente, el grupo se reúne en el laboratorio húmedo, donde Durant le explica a Misty que la razón por la que la invitó es porque el tiburón alfa, Bella, ha estado actuando de manera extraña, y Misty concluye que es porque está embarazada. Durant está desconcertado por esto, ya que su embarazo no apareció en ninguna prueba que le hicieron, y Misty teoriza que sus alteraciones genéticas lo ocultaron. Durant luego lleva a Bella al laboratorio húmedo, y hace que Josh tome muestras de su saliva, aunque Bella intenta morderle el brazo; él evita por poco esto. Mientras tanto, en la superficie, un segundo tiburón empuja la lancha motora hacia una caja de control eléctrico, lo que hace que explote y haga un daño significativo en la superficie. Luego, los tiburones comienzan a inundar las instalaciones y se comen a Craig mientras los demás permanecen en el laboratorio húmedo. Misty se da cuenta de que Bella se puso de parto después de ser arrojada nuevamente a la piscina, y dio a luz a una serie de crías de tiburón, las cuales fueron quienes atacaron a Craig.
Mike intenta nadar a la superficie, pero uno de los tiburones lo deja inconsciente; Trent lo rescata y Misty logra revivirlo. Mientras se inclina sobre la piscina para burlarse de los tiburones, uno de ellos lo mata. Como resultado de la falta de estabilización de presión en la habitación, el agua de la piscina se vierte y el grupo se separa; Leslie queda inconsciente en la inundación; Durant y Daniel quedan solos. Misty y Trent quedan atrapados juntos, al igual que Aaron y Josh. Trent le revela a Misty que Durant ha estado haciendo los mismos experimentos usando un líquido que altera la genética para hacerse más inteligente, debido a su fobia a que la tecnología algún día domine al mundo. Durant se reúne con Misty y Trent poco después, y se dirigen a un conducto de ventilación de aire que los conducirá a la superficie.
Aaron y Josh llegan a uno de los dormitorios, pero los cachorros de tiburón los encuentran y se comen a Josh mientras Aaron escapa en un colchón de aire. Misty, Trent y Durant llegan al pozo; Durant la bloquea fuera de la habitación después de que ella intenta encontrar a otros sobrevivientes, lo que enfurece a Trent. Los dos logran llegar a la superficie. Mientras tanto, Daniel encuentra a Leslie detrás de una puerta, y los cachorros de tiburón se la comen frente a él. Pronto lo encuentra Aaron, que fue atacado por los cachorros y perdió el colchón, e intentan encontrar un camino a la superficie. Misty, mientras tanto, usa un soplete para entrar en la habitación con el conducto de ventilación, y se encuentra con Aaron y Daniel. Los cachorros de tiburón los encuentran y Misty los distrae mientras Aaron y Daniel comienzan a subir a la superficie. El agua sube a medida que suben a la superficie, lo que permite a los cachorros alcanzar a Daniel y atravesarlo mientras Aaron llega a la superficie. Mientras tanto, Misty, usando el equipo de buceo que encontró en las habitaciones de Trent, logra nadar a la superficie y reunirse con los demás.
Al darse cuenta de que la instalación se está hundiendo, y que no pueden quedarse más tiempo, el grupo hace una pausa para la lancha motora. Aaron es arrastrado bajo el agua por uno de los tiburones mientras Durant se enfrenta a Bella y aparentemente la asusta. Sin embargo, momentos después, Bella salta y se lo come, mientras Misty y Trent alcanzan la lancha motora y usan dos cañones de bengalas para matar a uno de los tiburones. Aaron luego salta al bote, explicando que escapó de uno de los tiburones. Misty le dice a Trent que no pueden dejar que los tiburones deambulen en el océano abierto, y Trent explota las instalaciones con un botón de autodestrucción. Misty, Trent y Aaron luego escapan en la lancha motora. Sin embargo, pronto se revela que Bella y sus cachorros sobrevivieron a la explosión y ahora están libres en el océano abierto.

## Reparto
- Danielle Savre como Dra. Misty Calhoun
- Rob Mayes como Trent Slater.
- Michael Beach como Carl Durant.
- Nathan Lynn como Aaron Ellroy.
- Kim Syster como Leslie Kim.
- Jeremy Jess Boado como Daniel Kim.
- Darron Meyer como Craig Burns.

Ninguno de los actores y personajes de la primera película aparecen en esta secuela.

## Producción
En el año 2008 Warner Bros anunció que estaba en proyecto una secuela directa de Deep Blue Sea. Iba a ser dirigida por Jack Pérez, incluso se había planeado estrenarla para el año 2009 pero por motivos que nunca se supieron públicamente, el proyecto se canceló y jamás se volvió a hablar del tema. En junio de 2017 Warner Bros sorprendió a la prensa y los seguidores de la primera película, cuando sin previo aviso anuncio en sus redes que la segunda parte ya se estaba filmando en Ciudad del Cabo, Sudáfrica, al mismo tiempo que daba a conocer que Darin Scott la estaba dirigiendo. A principios del 2018 fue estrenado el primer tráiler y finalmente se estrenó en DVD y Blu-Ray el 17 de abril de 2018 en Estados Unidos y posteriormente en el resto del mundo.